# Araignée rouge (Calder)
Cet article concerne la sculpture. Pour l'araignée, voir Araignée rouge. Pour le film, voir L'Araignée rouge (film).
L'Araignée Rouge, également appelée Le Grand Stabile Rouge, est une œuvre d'art du sculpteur américain Alexander Calder. C'est l'une des œuvres d'art de la Défense, à Paris, France.
Cette sculpture monumentale (stabile selon les termes de son auteur, par opposition à ses mobiles) a été érigée en 1976 (l'année de la mort de Calder) sur la place de la Défense, devant l'immeuble Place Défense. Mesurant 15 mètres de haut pour 75 tonnes, elle est faite d'acier peint en rouge.
Cette sculpture fait référence à une autre appelée Flamingo qui se traduit par flamant rose. Elle fut érigée trois ans plus tôt à Chicago, en face du Kluczynski Federal Building.
Cette sculpture apparaît dans une scène du film La nuit des traquées de Jean Rollin.